# STS 36
STS 36 es una mandíbula fosilizada de la especie Australopithecus africanus. Fue descubierta en Sterkfontein (Sudáfrica) por Robert Broom en 1948. En 1972 John Wallace conectó STS 36 con STS 71, un cráneo que se había encontrado en 1947 en el mismo estrato, haciendo coincidir los patrones de desgaste de los dientes. Fue descrito en 1950 por los mismos autores del hallazgo. Se estima su antigüedad entre 2,4 y 2,8 millones de años.

## Descripción
Sus características, junto a las de STS 71, incluyen un cráneo pequeño y rasgos faciales que también se encuentran en australopitecos hembra, pero el gran tamaño de los dientes y la mandíbula indicarían que este espécimen debería ser de varón. La cara muestra proyección hacia adelante, prognatismo, moderado y la posición de las líneas temporales de altura en el cráneo indican grandes músculos de masticación. El cerebro tiene un volumen estimado de 428 cm³. Todo ello crea dudas a la atribución taxonómica quedando abierto el dilema entre el dimorfismo sexual o la existencias de dos especies distintas para los, hasta ahora, catalogados como africanus.